# Mike Nahar
Mike Nahar (* 7. Mai 1971 in Haarlem) ist ein niederländischer Basketballspieler und -trainer.

## Spielerlaufbahn
Nahar stammt aus dem niederländischen Haarlem, er ging in Alkmaar zur Schule. Er verließ sein Heimatland und ging in die Vereinigten Staaten. Dort verknüpfte er sein Stipendium an der Wright State University mit Basketball. Insbesondere zwischen 1992 und 1994 trumpfte er an der Hochschulmannschaft auf: 1992/93 erzielte er im Schnitt 16,2 Punkte sowie 6,9 Rebounds je Begegnung sowie in der Folgespielzeit 1993/94 dann 15,4 Punkte und 6,7 Rebounds. In der Saison 1994/95 begann er seine Profikarriere in Portugal, wo er in der Saison 1995/96 bei Benfica Lissabon mit 16 Punkten und 8 Rebounds im Schnitt schnell zu einem der besten Center in der 1. portugiesischen Liga wurde und 1996 seine erste nationale Meisterschaft holte. Dadurch wurden europäische Spitzenmannschaften auf ihn aufmerksam, so dass er anschließend jeweils zwei Jahre bei Aris und Iraklis Thessaloniki spielte. 1998 holte er mit Aris mit dem Korac-Pokal den ersten internationalen Titel. Im Jahr 2000 wechselte er in die erste italienische Liga zu BingoSNAI Montecatini. Zur Saison 2001/02 ging er nach Griechenland zurück, wechselte zu Dafni Athen. Hier knüpften seine Statistikwerte an die Zeit in Lissabon an. 2002/03 stand Nahar bei dem belgischen Verein BC Ostende unter Vertrag, kam allerdings auf Grund von Problemen mit dem dortigen Trainer nicht wie gewünscht zum Einsatz. Mit GHP Bamberg wurde der niederländische Nationalspieler 2003/04 deutscher Vizemeister, wechselte nach der Saison zum griechischen Erstligisten Panellinios Athen, den er jedoch nach einem kurzen Zwischenaufenthalt mit 7 Spielen im Dezember 2004 wieder verließ und noch in der laufenden Saison mit Brose Bamberg Deutscher Meister wurde. In der Saison 2005/06 erzielte er in der Liga im Schnitt 6,4 Punkte und eroberte 2,9 Rebounds pro Spiel, während er im ULEB-Cup auf 7,8 Punkte und 3,8 Rebounds pro Match kam. Die letzten Jahre seiner Spielerkarriere verbrachte er in seiner Heimat. Im Januar 2008 beendete er seine Profisport-Karriere.
Bei der niederländischen Basketballnationalmannschaft galt er von 1997 bis 2005 bei der Europameisterschaftsqualifikation als Führungsspieler.

## Trainerlaufbahn
In den Jahren 2008 bis 2013 erwarb Nahar die B-Trainer-Lizenz in Alkmaar sowie die Fitnesstrainer-Lizenz, wurde Lauftherapeut und zwischendurch Assistenztrainer der niederländischen Herren-Basketballnationalmannschaft. In den Jahren 2013 bis 2014 war er Assistenztrainer bei den Den Helder Kings bis zu deren Konkurs. Durch Zufall lernte Nahar seinen Vorgänger in der Basketball-Abteilung des Heidenheimer SB, Faizal Pasaribu, kennen, tauschte sich mit ihm aus und wurde sein Nachfolger. Nach zwei Jahren feierte er mit der 1. Damenmannschaft den Aufstieg in die dritthöchste Liga, die Regionalliga Südwest. Er trainierte die Herren und war Bezirkstrainer. Im Juli 2024 verließ er Heidenheim in die Heimat seines Vaters ― Surinam.